# Pollenia consanguinea
Pollenia consanguinea este o specie de muște din genul Pollenia, familia Calliphoridae, descrisă de Dear în anul 1986. Conform Catalogue of Life specia Pollenia consanguinea nu are subspecii cunoscute.